# 아와국 (난카이도)

아와 국

아와국(阿波国 아와노쿠니[*])은 난카이도에 있는 일본의 옛 구니이다. 현재의 도쿠시마현(徳島県 도쿠시마켄[*])에 해당한다. 아슈(阿州)라고도 한다.

## 군
- 이타노군(板野郡)
- 아와군 (도쿠시마현)(阿波郡)
- 미마군(美馬郡)
- 미요시군(三好郡)
- 오에군(일본어판)(麻植郡 / 麻殖郡)
- 묘자이군(名西郡)（名方西）
- 묘도군(名東郡)（名方東）
- 가쓰우라군(勝浦郡)
- 나카군(那賀郡)
- 가이후군(海部郡)